# Jan Krukowiecki
Jan Krukowiecki, född 15 december 1772, död 17 april 1850, var en polsk greve och general.
Krukowiecki inträdde i österrikisk tjänst 1792, inträdde 1805 i hertigdömet Warszawas armé och blev 1813 general. Vid resningen 1830 blev han divisionschef i polska hären och i mars 1831 generalguvernör i Warszava. Avlägsnad i maj av Jan Zygmunt Skrzynecki, genomförde han i spetsen för de "radikala patrioterna" med hjälp av huvudstadspöbeln en statskupp 15 augusti, bemäktigade sig överbefälet över armén och blev samma år som "folkvald" regeringspresident Polens diktator 17 augusti. Efter att under Warszawas belägring i september ha inlett underhandlingar med ryssarna blev han dock som "förrädare" störtad av riksdagsmajoriteten 7 september, deporterades efter stadens fall till Kazan och fick först efter 3 år återvända till Polen, där han i Warszawa levde obemärkt till sin död.